# ملعب هيلزبره
ملعب هيلسيبره (بالإنجليزية: Hillsborough Stadium)‏ هو ملعب كرة قدم يقع في مدينة شفيلد بإنجلترا. وهو الملعب الرسمي لنادي الدرجة الأولي الإنجليزي نادي شيفيلد وينزداي. تم وضع حجر الأساس للملعب في 1899. افتتح الملعب في 2 سبتمبر من عام 1899. ويتسع الملعب لـ 39,732 متفرج، مما يجعله أكبر ملعب خارج أندية الدوري الإنجليزي الممتاز.
استضاف الملعب بطولات مهمة مثل كأس العالم لكرة القدم 1966 وبطولة أمم أوروبا لكرة القدم 1996.

## كارثة هيلزبرة
كارثة هيلزبرة (بالإنجليزية: Hillsborough disaster)‏ هي حادثة وقعت في 15 أبريل 1989 في هذا الملعب، خلال مباراة كرة قدم بين نوتينغهام فورست ونادي ليفربول ضمن الدور قبل النهائي من بطولة كأس الاتحاد الإنجليزي لكرة القدم.
أدى الحادث إلى وفاة 96 شخصاً، و 760 شخصاً مصابا، 300 شخص منهم احتاجوا إلى العلاج في إحدى المستشفيات. كانت غالبيتهم من مشجعين نادي ليفربول الإنجليزي بسبب تدافع المشجعين وبسبب خطأ تنظيمي وعدم تعاون رجال الأمن واقفال الابواب. وتعتبر هذه الكارثة أعنف الكوارث الرياضية في تاريخ بريطانيا وإحدى أسوأ حوادث كرة القدم.